# Jogos Mundiais de Patinagem
Os Jogos Mundiais da Patinagem (em inglês: World Roller Games) são uma competição que reúne os campeonatos do mundo de senores de masculinos e femininos nas diferentes modalidades da Patinagem. 
São organizados pela World Skate e são disputados de dois em dois anos desde 2017 em anos ímpares.
Disputam-se numa única cidade, podendo haver algumas competições em localicades próximas, ao largo de dezasseis dias consecutivos.

## História
Em 2014 a FIRS apresentou a ideia de organizar uma grande competição conjunta celebrando simultaneamente numa única cidade todos os campeonatos do mundo em todas as modalidades da patinagem. Com isto pretendia-se aumentar o interesse do público por cada um dos campeonatos e também globalizar o conhecimento deste desporto no seu conjunto visto que em cada país existem determinadas modalidades que têm uma certa popularidade enquanto que outras são quase desconhecidas ou nem sequer se praticam.
Celebrando simultaneamente os campeonatos masculinos e femininos das diferentes modalidades, incluindo as respetivas sub-modalidades, estima-se a presença de 4500 atletas, aos quais há a somar outros 1500 participantes entre técnicos, árbitros, dirigentes e restantes funcionários.
Um dos aliciantes desta convivência durante os dias da competição de todos os participantes é um complexo residencial conjunto parecido com a vila olímpica denominado "Roller Village".
Em fevereiro de 2015 procedeu-se à eleição da sede dos primeiros Jogos Mundiais de Patinagem, apresentando-se as candidaturas de Barcelona (Espanha) e Lima (Peru), com a primeira a ser eleita. No entanto, devido às eleições municipais celebradas en maio, uma nova equipa do governo municipal de Barcelona começou a pensar na possibilidade de renunciar à organização dos Jogos Mundiais de Patinagem para evitar destinar recursos económicos a este tipo de atividades ou atrasá-los para poder implementar uma organização melhor.
Finalmente, em janeiro de 2016 a FIRS decidiu confiar a organização dos Jogos Mundiais de Patinagem de 2017 à cidade chinesa de Nanquim, enquanto que no mês de abril acordou-se que a cidade de Barcelona organizaria a segunda edição dos Jogos Mundiais de Patinagem de 2019.
Para a terceira edição, San Juan (Argentina) foi escolhida como cidade anfitriã dos Jogos Mundiais de Patinagem. Esta edição estava originalmente prevista para 2021, mas devido à Pandemia de COVID-19 foi adiada para 2022 (devido ao adiamento de todas as provas de 2020 para 2021).

## Modalidades
Prevê-se que sejam disputadas 106 competições das 10 distintas modalidades de patinagens sobre rodas: Hóquei em linha, Hóquei em patins, Patinagem de velocidade, Patinagem alpina, Patinagem artística, Patins Street, Roller derby, Freestyle Slalom, Skate, Downhill Speed.

### Hóquei em patins Masculino
| 2017 | Nanquim   | Espanha   | Portugal  | Argentina | 4º | 5º | 6º | 7º | 8º | 9º | 10º | 11º | 12º | 13º | 14º | 15º | 16º | 17º | 18º | 19º | 20º | 21º | 22º |     |     |     |     |     |
| 2019 | Barcelona | Portugal  | Argentina | Espanha   | 4º | 5º | 6º | 7º | 8º | 9º | 10º | 11º | 12º | 13º | 14º | 15º | 16º | 17º | 18º | 19º | 20º | 21º | 22º | 23º | 24º | 25º | 26º | 27º |
| 2022 | San Juan  | Argentina | Portugal  | França    | 4º | 5º | 6º | 7º | 8º | 9º | 10º | 11º | 12º | 13º | 14º | 15º | 16º | 17º | 18º | 19º | 20º | 21º | 22º |     |     |     |     |     |
| 2024 | Novara    | Espanha   | Argentina | Itália    | 4º | 5º | 6º | 7º | 8º | 9º | 10º | 11º | 12º | 13º | 14º | 15º | 16º | 17º | 18º | 19º | 20º | 21º | 22º | 23º | 24º | 25º | 26º | 27º |
| 2026 | Assunção  |           |           |           | 4º | 5º | 6º | 7º | 8º | 9º | 10º | 11º | 12º | 13º | 14º | 15º | 16º | 17º | 18º | 19º | 20º | 21º | 22º | 23º | 24º | 25º | 26º | 27º |

### Hóquei em patins Feminino
| Ano  | Cidade sede | Mundial Fem. | Mundial Fem. | Mundial Fem. | Mundial Fem. | Mundial Fem. | Mundial Fem. | Mundial Fem. | Mundial Fem. |    | Intercontinental Fem. | Intercontinental Fem. | Intercontinental Fem. | Intercontinental Fem. | Intercontinental Fem. | Intercontinental Fem. | Intercontinental Fem. | Intercontinental Fem. | Intercontinental Fem. | Intercontinental Fem. | Intercontinental Fem. |
| ---- | ----------- | ------------ | ------------ | ------------ | ------------ | ------------ | ------------ | ------------ | ------------ | -- | --------------------- | --------------------- | --------------------- | --------------------- | --------------------- | --------------------- | --------------------- | --------------------- | --------------------- | --------------------- | --------------------- |
| 2017 | Nanquim     | Espanha      | Argentina    | Alemanha     | 4ª           | 5ª           | 6ª           | 7ª           | 8ª           | 9ª | 10ª                   | 11ª                   |                       |                       |                       |                       |                       |                       |                       |                       |                       |
| 2019 | Barcelona   | Espanha      | Argentina    | Chile        | 4º           | 5ª           | 6ª           | 7ª           | 8ª           | 9ª | 10ª                   | 11ª                   | 12ª                   | 13ª                   | 14ª                   |                       |                       |                       |                       |                       |                       |
| 2022 | San Juan    | Argentina    | Espanha      | Portugal     | 4º           | 5ª           | 6ª           | 7ª           | 8ª           | 9ª | 10ª                   | 11ª                   | 12ª                   |                       |                       |                       |                       |                       |                       |                       |                       |
| 2024 | Novara      | Espanha      | Portugal     | Argentina    | 4º           | 5ª           | 6º           | 7º           | 8º           | 9º | 10º                   | 11º                   | 12º                   | 13º                   | 14º                   | 15º                   | 16º                   | 17º                   | 18º                   | 19º                   |                       |
| 2026 | Assunção    |              |              |              | 4º           | 5º           | 6º           | 7º           | 8º           | 9º | 10º                   | 11º                   | 12º                   | 13º                   | 14º                   | 15º                   | 16º                   | 17º                   | 18º                   | 19º                   |                       |

### Hóquei em patins Masculino Júnior
| 2017 | Nanquim   | Portugal  | Espanha   | Itália    | 4º | 5º | 6º | 7º | 8º | 9º | 10º | 11º |     |     |     |     |     |     |     |
| 2019 | Barcelona | Espanha   | Argentina | Portugal  | 4º | 5º | 6º | 7º | 8º | 9º | 10º | 11º | 12º |     |     |     |     |     |     |
| 2022 | San Juan  | Argentina | Itália    | Espanha   | 4º | 5º | 6º | 7º | 8º | 9º | 10º |     |     |     |     |     |     |     |     |
| 2024 | Novara    | Espanha   | Portugal  | Argentina | 4º | 5º | 6º | 7º | 8º | 9º | 10º | 11º | 12º | 13º | 14º | 15º | 16º | 17º | 18º |

## Lista de vencedores
| Ano  | Sede      | Vencedor | Segundo classificado | Terceiro classificado |
| ---- | --------- | -------- | -------------------- | --------------------- |
| 2017 | Nanquim   | Colômbia | Itália               | França                |
| 2019 | Barcelona | Itália   | Colômbia             | Alemanha              |
| 2022 | San Juan  | Colômbia | Itália               | Espanha               |

## Tabela de medalhas
| Ordem | País            | Medalha de ouro | Medalha de prata | Medalha de bronze | Total |
| ----- | --------------- | --------------- | ---------------- | ----------------- | ----- |
| 1     | Itália          | 41              | 41               | 37                | 109   |
| 2     | Colômbia        | 44              | 30               | 34                | 108   |
| 3     | Alemanha        | 21              | 16               | 26                | 63    |
| 4     | Espanha         | 15              | 23               | 18                | 56    |
| 5     | França          | 15              | 18               | 12                | 45    |
| 5     | Taipé Chinesa   | 9               | 16               | 20                | 45    |
| 7     | China           | 14              | 9                | 5                 | 28    |
| 8     | Estados Unidos  | 17              | 8                | -                 | 25    |
| 8     | Coreia do Sul   | 3               | 9                | 13                | 25    |
| 9     | Rússia          | 9               | 7                | 4                 | 20    |
| 10    | Bélgica         | 7               | 4                | 8                 | 19    |
| 10    | Portugal        | 5               | 7                | 7                 | 19    |
| 11    | Argentina       | 2               | 8                | 8                 | 18    |
| 12    | Brasil          | 4               | 3                | 3                 | 10    |
| 13    | Austrália       | 2               | 4                | 2                 | 8     |
| 14    | Letônia         | 3               | 2                | 2                 | 7     |
| 15    | Japão           | 2               | 2                | 2                 | 6     |
| 15    | Irão            | 1               | 2                | 3                 | 6     |
| 17    | Senegal         | 3               | 1                | 1                 | 5     |
| 17    | Suíça           | 1               | 3                | 1                 | 5     |
| 19    | Chile           | 1               | -                | 3                 | 4     |
| 19    | Canadá          | 1               | -                | 3                 | 4     |
| 19    | Equador         | -               | -                | 4                 | 4     |
| 22    | Tailândia       | 2               | 1                | -                 | 3     |
| 22    | México          | -               | 2                | 1                 | 3     |
| 22    | Polónia         | -               | -                | 3                 | 3     |
| 25    | Índia           | 1               | 1                | -                 | 2     |
| 25    | Reino Unido     | 1               | -                | 1                 | 2     |
| 27    | Costa do Marfim | 1               | -                | -                 | 1     |
| 27    | Israel          | 1               | -                | -                 | 1     |
| 27    | Países Baixos   | -               | 1                | -                 | 1     |
| 27    | Paraguai        | -               | 1                | -                 | 1     |
| 27    | Ucrânia         | -               | 1                | -                 | 1     |
| 27    | Nova Zelândia   | -               | -                | 1                 | 1     |
| 27    | Suíça           | -               | -                | 1                 | 1     |
| 27    | Eslovênia       | -               | -                | 1                 | 1     |
| 27    | Roménia         | -               | -                | 1                 | 1     |